# Seiryū Inoue
Seiryū Inoue (井上 青龍, Inoue Seiryū) (26 septembre 1931 - 18 août 1988) est un photographe japonais.

## Biographie
Né en 1931 à Tosa dans la préfecture de Kōchi, Inoue est le premier apprenti de Takeji Iwamiya à Osaka en 1951. Tout en continuant à travailler avec Iwamiya, il commence à travailler en 1954 comme caméraman temporaire pour Asahi Broadcasting Corporation à Osaka.
Iwamiya reconnaît son talent et à partir de 1958 encourage le jeune Inoue à déambuler dans les rues de Kamagasaki dans l'arrondissement de Nishinari-ku à Osaka, et lui permet de développer son travail privé dans la chambre noire du studio. Durant les années 1950, Inoue développe une réputation en tant que jeune photographe documentaire. En 1959, il est lauréat du concours Fuji Photo Film dans la section professionnelle. À Tokyo en mai 1960, il réalise sa première exposition solo, « Les Cent Visages de Kamagasaki » et reçoit en 1961 le prix du débutant de l'Association des critiques photographiques du Japon. Également, en 1961, « Les Cent Visages de Kamagasaki »  est couronné du prix des nouveaux arrivants du magazine Caméra Geijutsu.
En 1959 Daidō Moriyama rejoint l'atelier de Iwamiya avant de s'installer à Tokyo en 1961. Moriyama crédite Inoue de l'avoir orienté vers la photographie et d'avoir eu beaucoup d'influence dans l'élaboration de son style photographique.
À propos de l'exposition rétrospective d'Inoue en 2005, Moriyama écrit : « Ses mots - « Tu viens, Mori? » - m'appelant à l'accompagner à Kamagasaki m'ont mis sur la voie pour devenir un photographe » et « sans Inoue le pionnier, je ne me serais pas engagé sur la longue route de la photographie que j'ai suivie ».
Inoue continue à travailler à Osaka, devient professeur de photographie documentaire à l'université d'art Geijutsu pour finalement devenir professeur titulaire en 1987.
Après son travail dans Kamagasaki, Inoue photographie des Coréens d'origine quittant le Japon pour la Corée du Nord et les festivals et la ville de Kyoto, entre autres sujets. Il photographie la vie quotidienne dans les îles Amami de la préfecture de Kagoshima quand il décède de façon accidentelle à Tokunoshima en 1988.